# GMA Network
GMA Network, Inc. (comumente conhecido como GMA; um acrônimo para Global Media Arts) é uma empresa de mídia filipina com sede em Diliman, na Cidade Quezon. É o segundo maior conglomerado de entretenimento e mídia das Filipinas, depois da ABS-CBN.
Está principalmente envolvido na radiodifusão e televisão, com ramos que lidam com várias atividades relacionadas com a mídia. A maior parte de seus lucros vem de receitas de publicidade e marketing associadas à distribuição de televisão.
A empresa opera várias emissoras de rádio e televisão no país, incluindo GMA-7, GTV-27, Super Radyo DZBB 594 e Barangay LS 97.1.

## História
As raízes da empresa remontam à então Loreto F. de Hemedes, Inc., propriedade de Robert "Uncle Bob" Stewart, um correspondente de guerra americano. A empresa começou com o lançamento de sua primeira estação de rádio AM em Manila através da estação de transmissão de rádio, DZBB. Foi ao ar em 1º de março de 1950 na frequência de 580 kHz da banda AM, transmitindo do Edifício Calvo em Escolta, Manila. Os primeiros destaques da cobertura de rádio foram o acidente de avião do presidente Ramon Magsaysay no Monte Manunggal; a erupção do Monte Hibok-Hibok e várias eleições locais nas Filipinas. DZBB se tornou a primeira estação de rádio nas Filipinas a usar telefones para entrevistas ao vivo.
Anos após suas primeiras transmissões, o enorme triunfo da estação e seu número crescente de ouvintes tornaram clara a mudança para instalações modernas em EDSA, na Cidade Quezon, com o trabalho realizado em 1959.
Em 29 de outubro de 1961, a empresa lançou sua primeira estação de televisão, RBS TV Channel 7 usando o canal VHF local 7. Em 1963, a DYSS Television foi lançada em Cebu. De Loreto F. de Hemedes, Inc., a empresa foi formalmente renomeada para Republic Broadcasting System, Inc. em 1974, quando um triunvirato composto por Gilberto Duavit Sr., Menardo Jimenez e Felipe Gozon assumiu a corporação. Em 1987, a GMA se tornou a primeira rede filipina a transmitir em StereoVision ao abrir seu estúdio ao vivo de alta qualidade no Broadway Centrum. Em 1988, a rede melhorou muito seu sinal, mudando para o transmissor de 777 pés conhecido como Torre de Força. Em 1992, a rede lançou o Rainbow Satellite, disponibilizando seus programas em todo o país e no sudeste da Ásia. Em 1996, a empresa mudou sua identidade corporativa para GMA Network, Inc.
Em 27 de outubro de 2002, a empresa apresentou como The Kapuso Network, um termo tagalo para "coração".
Em 21 de abril de 2017, o presidente Rodrigo Duterte renovou a licença da GMA Network por mais 25 anos (válida até 21 de abril de 2042) sob a lei republicana número 10925.

## Canais de televisão

### Locais

#### Atual
| Logótipo | Canal          | Descrição | Fundação                         |
| -------- | -------------- | --- | -------------------------------- |
|          | GMA            | O principal canal da GMA Network. Notícias, entretenimento, drama e estilo de vida. Foi fundada em 1961 como DZBB-TV. | 29 de outubro de 1961 (63 anos)  |
|          | GTV            | O canal secundário da GMA Network. Notícias, entretenimento, esportes e estilo de vida. Foi fundada em 2021.          | 22 de fevereiro de 2021 (4 anos) |
|          | Heart of Asia  | Canal focado em dramas asiáticos e séries originais.                                                                  | 29 de junho de 2020 (4 anos)     |
|          | I Heart Movies | Canal de filmes. | 5 de abril de 2021 (4 anos)      |

#### Antigo
| Logótipo | Canal                 | Descrição | Fundação                          | Extinção                          |
| -------- | --------------------- | --- | --------------------------------- | --------------------------------- |
|          | Channel V Philippines | Canal de música. | 15 de dezembro de 1999 (25 anos)  | 25 de julho de 2001 (23 anos)     |
|          | Citynet Television    | O canal secundário da GMA Network. | 1995 (30 anos)                    | 1999 (26 anos)                    |
|          | QTV/Q                 | Canal feminino e estilo de vida. Co-propriedade da Zoe Broadcasting Network.                                                                             | 11 de novembro de 2005 (19 anos)  | 20 de fevereiro de 2011 (14 anos) |
|          | Fox Filipino          | Canal de entretenimento que exibe programas de TV da GMA e TV5. Co-propriedade com Fox Networks Group.                                                   | 1 de março de 2012 (13 anos)      | 7 de julho de 2020 (4 anos)       |
|          | GMA News TV           | O canal secundário da GMA network. Desde 2021, a marca GMA News TV passou a ser utilizada como canal internacional.                                      | 28 de fevereiro de 2011 (14 anos) | 21 de fevereiro de 2021 (4 anos)  |
|          | DepEd TV              | Canal com foco no aprendizado. É o segundo canal educacional nas Filipinas (depois da Knowledge Channel). Co-propriedade com o Departamento de Educação) | 5 de outubro de 2020 (4 anos)     | 30 de junho de 2022 (2 anos)      |
|          | Hallypop              | Canal coreano de entretenimento e cultura, co-propriedade com a Jungo TV.                                                                                | 20 de setembro de 2020 (4 anos)   | 19 de setembro de 2024 (8 meses)  |
|          | Pinoy Hits            | Canal dedicado a programas antigos e novos da GMA Network.                                                                                               | 16 de janeiro de 2023 (2 anos)    | 19 de setembro de 2024 (8 meses)  |

### Internacionais
| Logótipo | Canal        | Descrição | Fundação                    |
| -------- | ------------ | --- | --------------------------- |
|          | GMA Pinoy TV | O primeiro canal internacional da GMA Network. Foi lançado em 2005. É o segundo canal filipino em países estrangeiros (depois de The Filipino Channel). | março de 2005 (20 anos)     |
|          | GMA Life TV  | O segundo canal internacional da GMA Network. Foi lançado em 2008.                                                                                      | fevereiro de 2008 (17 anos) |
|          | GMA News TV  | O terceiro canal internacional da GMA Network. Foi lançado em 2011 como GMA News TV International.                                                      | julho de 2011 (13 anos)     |

## Estações de radio

### AM(Super Radyo)
- DZBB 594 (Grande Manila)
- DZSD 1548 (Dagupan)
- DYSP 909 (Puerto Princesa)
- DYSI 1323 (Iloilo)
- DYSB 1179 (Bacolod)
- DYSS 999 (Cebu)
- DXRC 1287 (Zamboanga)
- DXGM 1125 (Davao)

### FM(Barangay FM)
- DWLS 97.1 (Grande Manila)
- DWRA 92.7 (Baguio)
- DWTL 93.5 (Dagupan)
- DWWQ 89.3 (Tuguegarao)
- DWQL 91.1 (Lucena)
- DYHY 97.5 (Puerto Princesa)
- DWCW 96.3 (Naga)
- DYMK 93.5 (Iloilo)
- DYEN 107.1 (Bacolod)
- DYRT 99.5 (Cebu)
- DXLX 100.7 (Cagayan de Oro)
- DXRV 103.5 (Davao)
- DXCJ 102.3 (General Santos)

## Internet
- GMANetwork.com
- GMA News Online
- GMA On Demand
- Kapuso Stream

## Subsidiárias e divisões

### Subsidiárias
- Alta Productions Group, Inc.
- Citynet Network Marketing and Productions, Inc.
- GMA International
- GMA Network Films, Inc. (GMA Pictures)
- GMA New Media, Inc. 
  - Digify, Inc.
  - GMA Affordabox
  - GMA Now
- GMA Worldwide, Inc.
- MediaMerge Corporation
- RGMA Marketing and Productions, Inc. 
  - GMA Music
  - GMA Playlist
- Scenarios, Inc.
- Script2010, Inc.

### Divisões
- GMA Entertainment Group
- GMA Integrated News
- GMA Kapuso Foundation
- GMA Public Affairs
- GMA Radio
- GMA Regional TV
- GMA Sports
- Sparkle GMA Artist Center
- Synergy: A GMA Collaboration

## Logotipos utilizados pela GMA Network

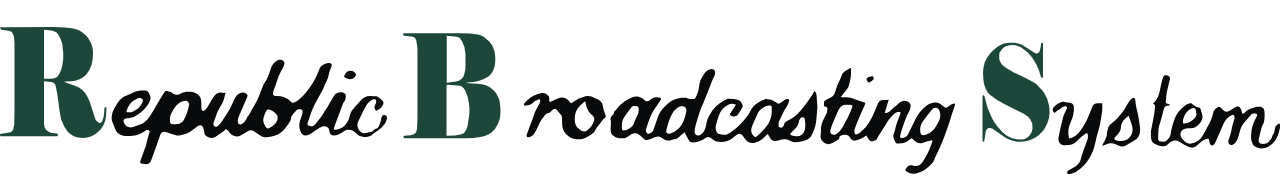
De 14 de junho de 1950 a 29 de outubro de 1961.
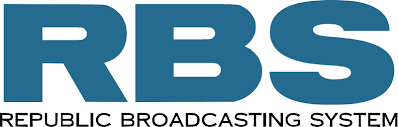
De 29 de outubro de 1961 a 1 de julho de 1974.
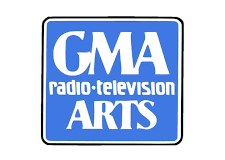
De 1 de julho de 1974 a 6 de janeiro de 1977.
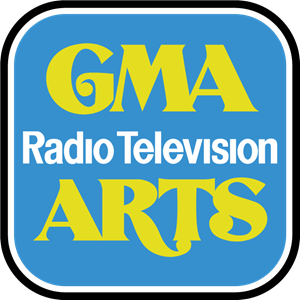
De 6 de janeiro de 1977 a 30 de abril de 1992.
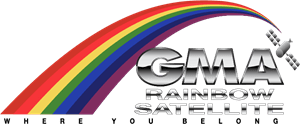
De 30 de abril de 1992 a 28 de fevereiro de 1995
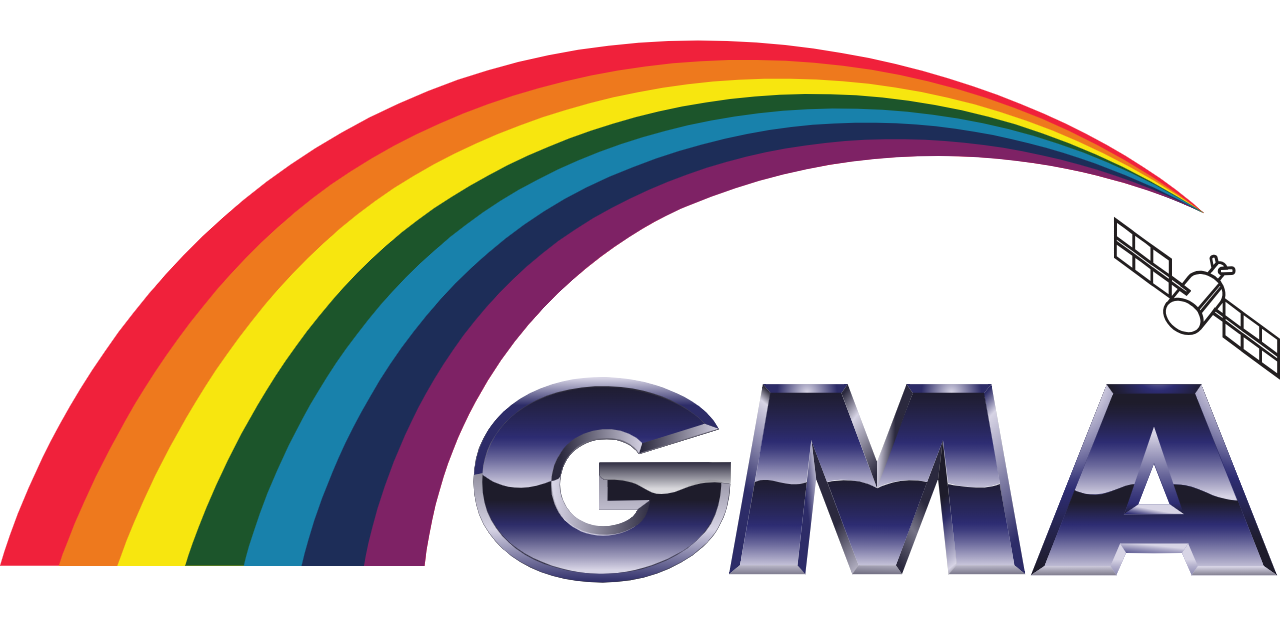
De 28 de fevereiro de 1995 a 1 de setembro de 1998
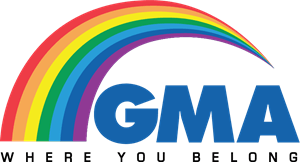
De 1 de setembro de 1998 a 27 de outubro de 2002.
Desde 2011

## Programas

### Telejornais e atualidades
- 24 Oras (2004-presente)
- Unang Hirit (1999-presente)
- Saksi (1995-presente)
- Aha! (2010-presente)
- Born to Be Wild (2007-presente)
- Pinoy M.D. (2010-presente)
- i-Witness (1999-presente)
- Wish Ko Lang (2002-presente)
- Kapuso Mo, Jessica Soho (2004-presente)
- Pinoy Abroad (2005-2006)
- Pinoy Meets World (2006-2009)
- Balita Ko (anteriormente Balitanghali) (2005-presente)
- Dapat Alam Mo! (2021-presente)

### Informativos
- 100% Pinoy (2006-2008)
- Kap's Amazing Stories (2007-2014)
- iBilib (2010-presente)
- Amazing Earth (2018-presente)

### Dramas

#### Dramas locais
- The Half Sisters (2014-2016)
- Prima Donnas (2019-2022)
- The World Between Us (2021-2022)
- Abot-Kamay na Pangarap (2022-presente)
- Lolong (2022)

#### Antologiasdramáticas
- Magpakailanman (2002-presente)
- Tadhana (2017-presente)
- Regal Studio Presents (2021-presente)

#### Dramas coreanos
- A Hundred Year Legacy
- All About My Mom
- Angel's Last Mission: Love
- Angel's Revenge
- Angel's Temptation
- Another Miss Oh
- April Kiss
- Arang and the Magistrate
- Are You Human?
- Autumn in My Heart
- Backstreet Rookie
- The Baker King
- Beautiful Days
- Big
- Big Thing
- Birth of a Beauty
- The Bride of Habaek
- Brilliant Legacy
- Carmina
- Cheese in the Trap
- Chuno: The Slave Hunters
- Cinderella Man
- Cinderella and the Four Knights
- Coffee Prince
- Couple or Trouble
- Cruel Love
- Dal-ja's Spring
- Descendants of the Sun
- Dong Yi
- Empress Ki
- Eve
- Extraordinary You
- Fates & Furies
- Fight for My Way
- Full House
- Future's Choice
- Glass Slippers
- Good Manager
- Gourmet
- The Greatest Love
- Healer
- Hello! My Lady
- Her Private Life
- Hi! School - Love On
- Hit the Top
- Hwang Jini
- I Can Hear Your Voice
- I Do, I Do
- Ice Adonis
- The Idle Mermaid
- Innocent Defendant
- The Innocent Man
- Into the Sun
- Into the World Again
- Iris
- Jealousy Incarnate
- Jewel in the Palace
- Jumong
- Kill Me, Heal Me
- The King's Doctor
- King of Ambition
- The Last Empress
- The Legend
- Legendary Women
- Let's Fight, Ghost!
- Lie After Lie
- Lie to Me
- Love Alert
- Lovers in Prague
- Love Story in Harvard
- Love Truly
- Mamaw-in-Law
- May Queen
- Marriage Contract
- Marrying My Daughter Twice
- Master's Sun
- Medical Top Team
- Misty
- Money War
- Moon Embracing the Sun
- Mr. Queen
- Mr. Sunshine
- My Absolute Boyfriend
- My Daughter, Geum Sa-wol
- My Daughter Seo-young
- My Golden Life
- My Husband Got a Family
- My Love from the Star
- My Lovely Sam Soon
- My Rosy Life
- My Secret Hotel
- My Secret Romance
- Now, We Are Breaking Up
- Oh My Baby
- Oh My Ghost
- Oh My Venus
- Padam Padam
- The Penthouse: War in Life
- Pinocchio
- Playful Kiss
- Please Come Back, Soon-ae
- Prime Minister & I
- The Princess' Man
- The Producers
- Queen and I
- Queen of Mystery
- Queen Seondeok
- Reply 1997
- Return of the Wife
- The Romantic Doctor
- The Romantic Doctor 2
- Scarlet Heart
- Secret Garden
- Secret Love
- She Was Pretty
- Sky Castle
- Something About 1%
- Stairway to Heaven
- Strong Woman Do Bong-soon
- Successful Story of a Bright Girl
- Summer Scent
- Suspicious Partner
- Tale of the Nine Tailed
- Temptation
- Temptation of Wife
- Two Mothers
- VIP
- When the Weather Is Fine
- Where Stars Land
- While You Were Sleeping
- Whisper
- Winter Sonata
- Witch Yoo Hee
- Women in the Sun
- Yi San
- Yong-pal
- You're the Best, Lee Soon-shin

#### Dramas japoneses
- Hana Yori Dango
- Hana Yori Dango Returns
- Mischievous Kiss: Love in Tokyo
- Moribito Final
- One Liter of Tears

#### Dramas chineses
- Ice Fantasy
- Love O2O
- Love at the Condor Heroes

#### Dramastaiwaneses
- A Promise of Love at the Dolphin Bay
- My MVP Valentine
- Lavender
- Devil Beside Me
- Love at the Corner
- Bull Fighting
- Meteor Garden
- It Started With a Kiss
- They Kiss Again
- Fabulous Boys
- Fall in Love with Me

#### Dramas tailandeses
- You're My Destiny
- The Crown Princess
- Leh Lub Salub Rarng
- Kleun Cheewit
- The Gifted
- Ugly Duckling
- U-Prince
- Yuttakarn Prab Nang Marn
- The Sand Princess
- My Husband in Law

#### Dramas turcos
- Bana Sevmeyi Anlat
- Dolunay

#### Telenovelasmexicanas
- Marimar
- María la del Barrio
- Rosalinda
- Corazón indomable

#### Telenovelascolombianas
- Bella calamidades
- Yo soy Betty, la fea

#### Telenovelavenezuelana
- Kassandra

#### Telenovelaargentina
- Muñeca brava
- Aliados

#### Sériesestadunidenses
- The Other Kingdom
- The Shannara Chronicles

#### Sériebritânica
- Wolfblood

#### Sériesaustralianas
- H2O: Just Add Water
- Mako Mermaids
- The Bureau of Magical Things

### Programas de animação

#### Animesjaponeses
- Doraemon
- Voltes V
- Slam Dunk
- Lupin III
- Dragon Ball Z
- Dragon Ball Z Kai
- Dragon Ball GT
- Pokémon
- Bakugan
- Bakugan Batoru Burorazu
- Toriko
- Bleach
- Hunter × Hunter
- One Piece
- Yo-kai Watch
- Detective Conan
- Fairy Tail
- The Prince of Tennis
- Hamtaro
- Cardcaptor Sakura

#### Sériesanimadasestadunidenses
- Jackie Chan Adventures
- ThunderCats
- Tom & Jerry

#### Sérieanimadafinlandesa
- Angry Birds Toons

### Programas de variedades
- Eat Bulaga (1995-presente)
- All-Out Sundays (2020-presente)
- Wowowin (2015-presente)

### Comédia
- Bubble Gang (1995-presente)
- Daddy's Gurl (2018-2023, produzida pela M-Zet Productions e APT Entertainment)
- Dear Uge (2016-presente)
- Pepito Manaloto (2010-presente)
- Happy ToGetHer (2021-presente)
- Walang Matigas na Pulis sa Matinik na Misis (2023-presente)

### Reality shows
- StarStruck (2003-presente)
- Follow Your Heart (2017)
- Road Trip (2017-2018)

### Talent show
- The Clash (2018-presente)

### Blocos de filmes e especiais
- Sunday Night Box Office (SNBO) (1997-presente)
- Kapuso Movie Festival (2006-presente)
- GMA Blockbusters (2013-presente)

### Concursos de beleza
- Miss Mundo
- Miss Mundo Filipinas
- Miss Universo Filipinas

## Slogans
- We're With You, 'Cause It's Our Tomorrow Too! (1974)
- Where You Belong (1979–2002)
- Kapuso ng Pamilyang Pilipino, Anumang Kulay ng Buhay/Kapuso Mo, Anumang Kulay ng Buhay (2002–2007)
- Kapuso ng Bawat Pilipino (2007–2012)
- Kayo ang Laman ng Aming Puso (2012–2018)
- Puso ang Una (2014–2015)
- Buong Puso Para sa Kapuso (2018–2020)
- Buong Puso Para sa Pilipino (2020–2024)
- Isa sa Puso ng Pilipino (desde 2024)